# Højstrup (Lyderslev Sogn)
 For alternative betydninger, se Højstrup. (Se også artikler, som begynder med Højstrup)
Højstrup er en gammel hovedgård, som nævnes første gang i 1356 og er fra 1735 en avlsgård under Vemmetofte Gods og ligger i Lyderslev Sogn, Stevns Herred, Præstø Amt. Hovedbygningen er opført i 1866-1868
Højstrup er på 332 hektar

## Ejere af Højstrup
- (1356-1387) Jep Olufsen Lunge
- (1387-1406) Folmar Jepsen Lunge
- (1406-1412) Dronning Margrethe 1.
- (1412-1664) Kronen
- (1664-1675) Joachim Irgens
- (1675-1678) Slægten Irgens
- (1678-1714) Dronning Charlotte Amalie
- (1714-1729) Prins Carl
- (1729-1735) Prinsesse Sophie Hedevig
- (1735-) Vemmetofte Adelige Jomfrukloster, i dag: Vemmetofte Kloster

## Ekstern henvisninger
- Vemmetofte Kloster Gods

|  | Denne artikel om en bygning eller et bygningsværk kan blive bedre, hvis der indsættes et (bedre) billede. Du kan hjælpe ved at afsøge Wikimedia Commons for et passende billede eller lægge et op på Wikimedia Commons med en af de tilladte licenser og indsætte det i artiklen. |

55°14′33″N 12°19′59″Ø / 55.24256°N 12.33308°Ø